# The Nellie Olesons
The Nellie Olesons er en sketch-gruppe, der har base i Los Angeles. Gruppens navn er stammer fra Laura Ingalls' rival Nellie Oleson i bog- og tv-serien Det Lille Hus på Prærien. Gruppen begyndte i New York City og turnerede rundt i USA og Canada og har stået bag Montreals "Just for Laugh" og Torontos "We're Funny That Way". Gruppens kortfilm, "The Nellie Olesons", vandt prisen "Audience Award for Best Short Video" ved en Outfest i 1997. The Nellie Olesons brugte 2005 på at opføre "Older! Uglier! Meaner!" på forskellige spillesteder. 

## Eksterne links
- The Nellie Olesons webside Arkiveret 21. juni 2014 hos  Wayback Machine